# Thank Heaven for Little Girls
Clip vidéo
Thank Heaven for Little Girls (un extrait du film Gigi) sur TCM.com
Thank Heaven for Little Girls (C'est une chance qu'y ait des petites filles) est une chanson écrite par Alan Jay Lerner et Frederick Loewe et interprétée par Maurice Chevalier dans le film musical américain Gigi sorti en 1958. C'est la première chanson chantée dans le film,, et c'était en fait la première chanson pour le film qui était finie (écrite).
Chevalier la chante avec un accent urbain français. La chanson est également chantée à la fin du film,.

## Texte et musique
La chanson est un hommage d'un homme vieillissant au sexe opposé. Elle célèbre à la fois l'enfance et la maturation féminine :

« Thank heaven for little girls
For little girls get
Bigger every day
Thank heaven for little girls
They grow up in
The most delightful way. »

## Accolades
La chanson est classée 56e dans la liste des « 100 plus grandes chansons du cinéma américain » selon l'American Film Institute (AFI).